# Akkergeelster
De akkergeelster (Gagea villosa, synoniem: Gagea arvensis (Pers.) Dumort., onder uitsluiting van het basioniem) is een bolgewas uit de leliefamilie (Liliaceae). Het is een plant van vrij droge, kalkhoudende grond, te vinden op beschaduwd grasland en onder heggen. 

## Naamgeving
In 1794 publiceerde Christiaan Hendrik Persoon de naam Ornithogalum arvense. In de synonymie noemde hij daarbij Ornithogalum minimum L., waarmee Persoon's naam een overbodige hernoeming was, en dus volgens de latere regels ongeldig. In 1827 hernoemde Barthélémy Du Mortier de soort in Gagea arvensis, denkende dat hij met de akkergeelster van doen had. Gagea minima noemde hij als een andere soort. Omdat Du Mortier de naam van Persoon als basioniem citeerde, was ook de door hem gegeven naam ongeldig. De eerstvolgende geldig gepubliceerde naam is die van Friedrich August Marschall von Bieberstein uit 1808: Ornithogalum villosum. Von Bieberstein noemt als synoniem ook een Ornithogalum minimum, maar dan die van Carl Ludwig von Willdenow, die een heel andere beschrijving geeft dan Linnaeus. Von Bieberstein neemt óók die beschrijving integraal over. Willdenow beschreef een nieuwe soort onder een al bestaande naam, en de naam van Von Bieberstein wordt dus opgevat als een geldig gepubliceerd nomen novum, onder uitsluiting van het door hem genoemde synoniem O. arvense. In 1826 plaatste Robert Sweet de soort als Gagea villosa in het geslacht geelster. Hoewel de naam Gagea arvensis als ongeldig moet worden beschouwd, is die toch nog lang voor de soort in gebruik geweest.

## Kenmerken
De plant wordt 10-25 cm hoog en heeft aan de voet twee of soms drie lijnvormige bladeren die bij jonge, niet bloeiende planten rolrond en later smal gootvormig zijn. Ze zijn aan de voet roodachtig en steken meestal boven de bloeiwijze uit. De bloeiwijze heeft onder het bloemscherm twee niet stengelomvattende schutbladeren die lancetvormig zijn met wimpers aan de rand. De akkergeelster bloeit in maart en april met zwavelgele bloemen. De bloem kan bestaan uit twee tot tien bloemdekbladen. De bloemstelen zijn behaard en ook de bloemdekbladeren zijn aan de buitenzijde behaard. De soort komt op diverse plaatsen samen voor met de weidegeelster. Daar valt op dat de bloem van de akkergeelster veel bleker geel is, en veel smallere bloemdekbladen heeft dan die van de weidegeelster. Anders dan bij de weidegeelster, sluiten de bloemen van de akkergeelster zich niet bij somber weer.

## Voorkomen
De akkergeelster komt voor in Eurazië en Noordwest-Afrika. In Vlaanderen staat de plant op de Rode Lijst als zeer zeldzaam in de Leemstreek. In Nederland komt ze in zeldzame mate voor in het rivierengebied, met name langs de Gelderse IJssel. In Zuid-Limburg en het midden van het land is de plant zeer zeldzaam. De soort staat op de Nederlandse Rode lijst van planten als zeldzaam en stabiel of toegenomen.
De plant heeft een voorkeur voor licht beschaduwde, droge, matig stikstofrijke, kalk- en humushoudende zand-, zavel-, leem-, krijt- of lössgrond in landgoedbossen en parken, bij vestingwerken en kastelen, in oude pastorietuinen en op begraafplaatsen, op open plekken langs holle wegen en in beschaduwde bermen. Verder langs paden, onder heggen en struwelen, in wijngaarden, akkerranden en braakliggende grond.

## Voortplanting
Het tweeslachtige overblijvende kruid wordt door insecten bestoven of bestuift zichzelf. De zaden worden uitgestrooid of door de wind verspreid. Vruchtzetting treedt echter zelden op in het noordwesten van het verspreidingsgebied waarin Nederland en Vlaanderen liggen. Soms zitten in de oksels van stengelbladeren en/of in het scherm broedbolletjes, waaruit later weer nieuwe planten kunnen groeien. Ook bij de vrijwel ronde bol kunnen zich broedbolletjes vormen. Deze geven al in de winter cilindrisch gevormde haardunne bladen en weten pas in later jaren, als de bol krachtiger is geworden, vlakke bladen en een bloeiwijze te produceren.
De populaties in Nederland zijn ofwel diploïd: het chromosoomaantal is dan 2n = 2×12 = 24, dan wel (minder vaak) tetraploïd (2n = 4×12 = 48).